# 赵伟 (教授)
赵伟（1953年—），美籍华人，祖籍江苏苏州，出生于陕西西安，曾于2008年-2018年间任澳门大学校长。

## 简历
1974年，没有高中文凭的赵伟，凭借自身电镀技术，被陕西师范大学物理系破格录取。1983和1986年在美国马萨诸塞大学获得计算器与信息科学的硕士和博士学位。曾执教于澳大利亚阿德莱德大学和美国德克萨斯农工大学。曾任美国伦斯勒理工学院理学院院长、美国国家科学基金会电脑与网路系统分部主任及德克萨斯农工大学主管科研工作的资深协理副校长。在担任德克萨斯农工大学教授期间，曾负责组建了“德克萨斯农工大学资讯安全中心”，并担任主任。
2008年至2018年，出任澳门大学校长。
2020年11月，出任深圳理工大学筹备办副主任、学术委员会主任委员。

## 荣誉
2011年3月，十二所葡萄牙大学颁授其荣誉博士，以表彰他在科学和教育的杰出成就。
| 教育職務      | 教育職務                    | 教育職務      |
| 學術機關職務  | 學術機關職務                | 學術機關職務  |
| ------------- | --------------------------- | ------------- |
| 澳门大学      |                             |               |
| 前任： 姚伟彬 | 澳门大学校长 2008年－2018年 | 繼任： 宋永华 |